# فاني تشينغ
البروفيسور فاني موي تشينغ تشيونغ (بالإنجليزية: Fanny Mui-ching Cheung)‏ هي طبيبة نفسية في هونغ كونغ، وهي أستاذة علم النفس والمديرة المشاركة لمعهد هونغ كونغ لدراسات آسيا والمحيط الهادئ في جامعة هونغ كونغ الصينية (CUHK). وهي تبحث وتنشر وتدافع عن موضوعات تتعلق بالصحة العقلية والمساواة بين الجنسين.